# Faria (Barcelos)
Faria ist ein Ort und eine ehemalige Gemeinde (Freguesia) im nordportugiesischen Kreis Barcelos. Die Gemeinde hatte 588 Einwohner (Stand 30. Juni 2011).
Im Zuge der Gebietsreform am 29. September 2013 wurden die Gemeinden Faria, Vilar de Figos und Milhazes zur neuen Gemeinde União das Freguesias de Milhazes, Vilar de Figos e Faria zusammengefasst.